# (38082) 1999 HO11
1999 HO11 (asteroide 38082) é um asteroide da cintura principal. Possui uma excentricidade de 0.09965620 e uma inclinação de 2.67135º.
Este asteroide foi descoberto no dia 17 de abril de 1999 por CSS em Catalina.